# Luján de Cuyo
Luján de Cuyo – miasto w Argentynie leżące w prowincji Mendoza, część zespołu miejskiego miasta Mendoza, stolica departamentu Luján de Cuyo. Ośrodek wydobycia i przetwórstwa ropy naftowej.
Według spisu z 1991 roku miasto liczyło 54 210 mieszkańców, a według spisu z roku 2001 - już 73 058 mieszkańców.
Miasto jest siedzibą klubu piłkarskiego Luján de Cuyo.
W mieście rozwinął się przemysł spożywczy oraz drzewny.